# Venta del Olivar
La Venta del Olivar es un barrio rural de Zaragoza, situado en la zona noroeste de la ciudad.
Está regido por una Junta Vecinal.

## Reseña
Su actividad tradicional fue la agricultura. En las últimas décadas se crearon varios polígonos industriales alrededor de la carretera de Logroño.
En la actualidad, su actividad económica es muy variada: Por un lado a lo largo de la Carretera de Logroño se aglutinan varios polígonos industriales. Por otro, diseminados en el barrio hay varios bares y restaurantes, colegios, una farmacia. Y, en último lugar, una parte pequeña de su población sigue dedicándose a la actividad agrícola.
En la Venta del Olivar hay varias urbanizaciones residenciales como la Colonia San Lamberto, Torrebarajas I, Torrebarajas II, Maitena y El Alcorce. 
Su población se distribuye entre las mencionadas urbanizaciones, un  centro urbano y torres. En esta zona se denomina "torre" a parcelas de terreno que se componen de terrenos de cultivo de superficie variable y de una casa y posiblemente algunos almacenes, que son centro de la actividad agrícola de los terrenos de cultivo que componen la finca.
En la actualidad, según el Plan General de Ordenación Urbana de Zaragoza, la mayor parte del terreno de Venta del Olivar está clasificado como No Urbanizable Especial, de Regadío Alto. 
Las fiestas Patronales de Venta del Olivar son el 15 de agosto en honor a la Virgen de la Asunción.
La parroquia del barrio está dedicada a Ntra. Sra. de Loreto.

## Polígonos industriales
Polígono El Portazgo.
Parque Empresarial Quattro (Antigua Asociación Cima) en la carretera N-232, km. 3,3.
Parque Empresarial Montemolín en la carretera N-232, km. 3,4.
Parque Empresarial Europa I en la carretera N-232, km. 3,7.
Parque Empresarial Vista Bella en la carretera N-232, km. 4.
Parque Empresarial San Valero en la carretera N-232, km. 4,8.
Parque Empresarial El Olivar.

## Servicios
Neuropsiquiátrico del Carmen en el Camino del Abejar.

## Centros educativos
Colegio Antonio Machado en la carretera de Logroño, km 7,200.
Colegio Condes de Aragón en la Autovía de Logroño, km. 7,8. 
Colegio Teresiano del Pilar en Camino de Pinseque, 37-39.
El Centro Rural de Innovación Educativa Venta del Olivar es uno de los cuatro que forman la red de CRIEs pertenecientes al Departamento de Universidad, Educación, cultura y Deporte del Gobierno de Aragón.

## Empresas destacadas

### Pikolin
La fábrica de Pikolin en la carretera de Logroño (Zaragoza) tiene una superficie de más de 180 000 m². En su recinto se encuentra una torre singular que ha sido el símbolo de la marca durante años.
En febrero de 2016 se realizó una inversión de más de 50 millones de euros para la construcción de la nueva fábrica en unos terrenos de 217 000 m² propiedad de la empresa. La fábrica ocupará 86 000 m² en PLAZA. Estará operativa en enero de 2017 cuando se complete el traslado de la fábrica de la carretera de Logroño a PLAZA.

### BricoDepot
La empresa BricoDepot tiene un centro de bricolaje junto a la carretera de Logroño.

### Bauhaus
En 2014 la multinacional alemana Bauhaus invirtió 30 millones de euros en la construcción de un centro de productos de bricolaje y jardinería en Zaragoza. Abrió a finales de 2015 con una superficie de venta de 14 000 m². Creó unos 200 empleos directos e indirectos.

### El Cachirulo
El restaurante El Cachirulo está situado en un edificio singular de interés arquitectónico. Pertenece al Grupo El Cachirulo. Realiza bodas, banquetes, congresos y eventos especiales.

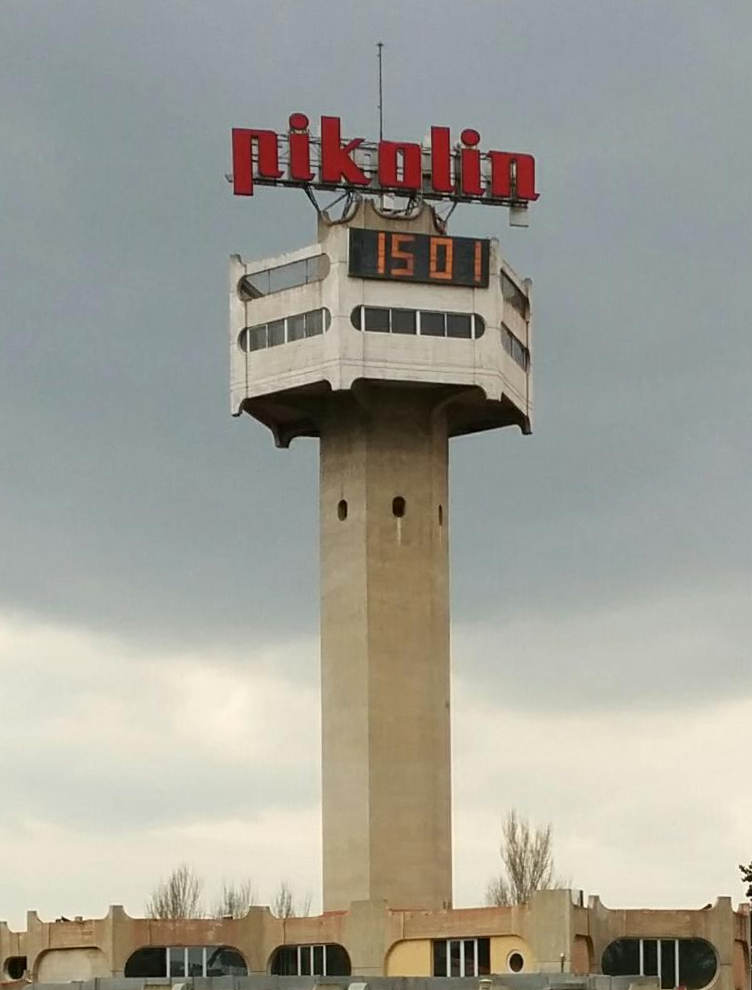
Torre Pikolin
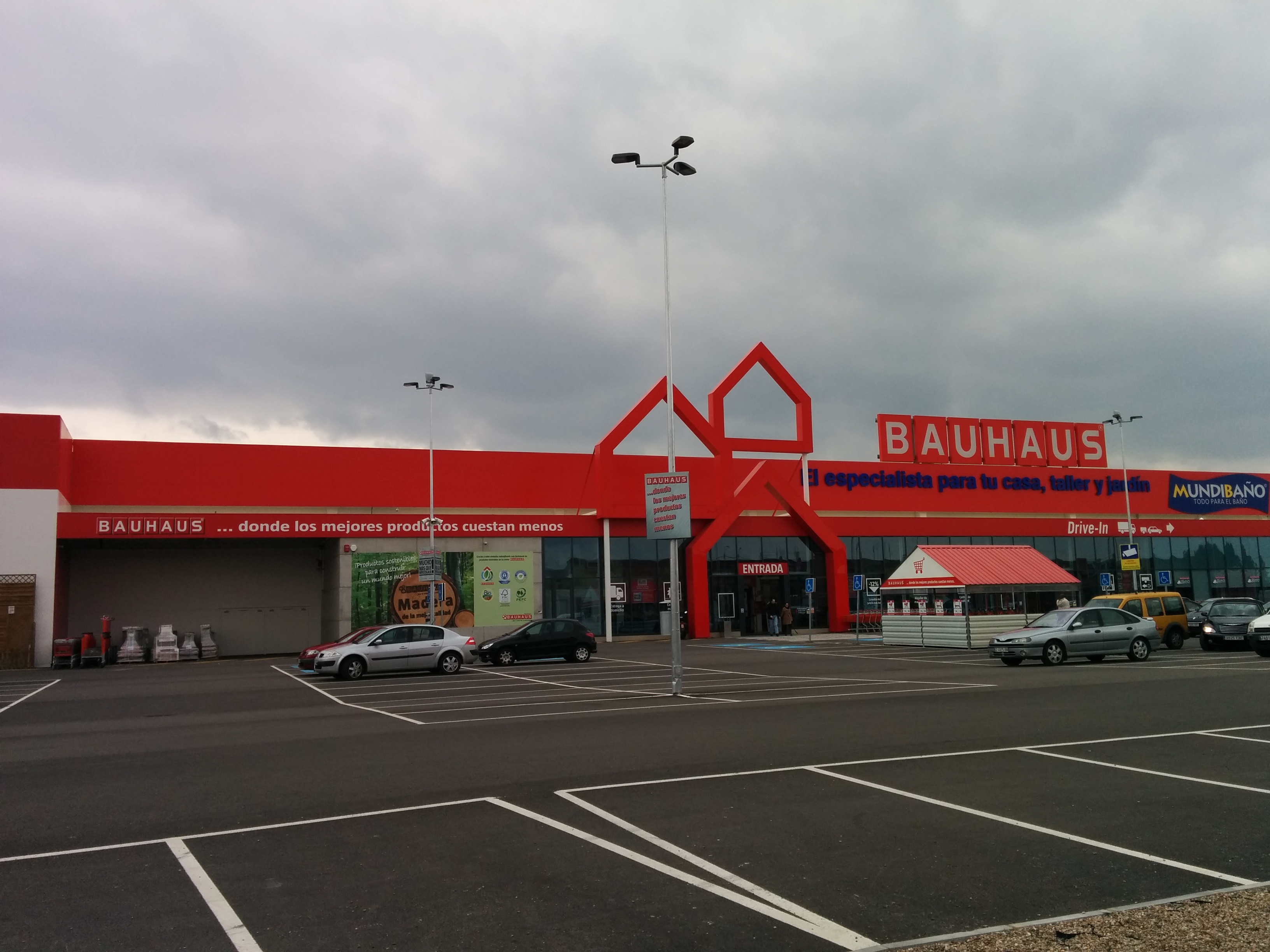
Bauhaus
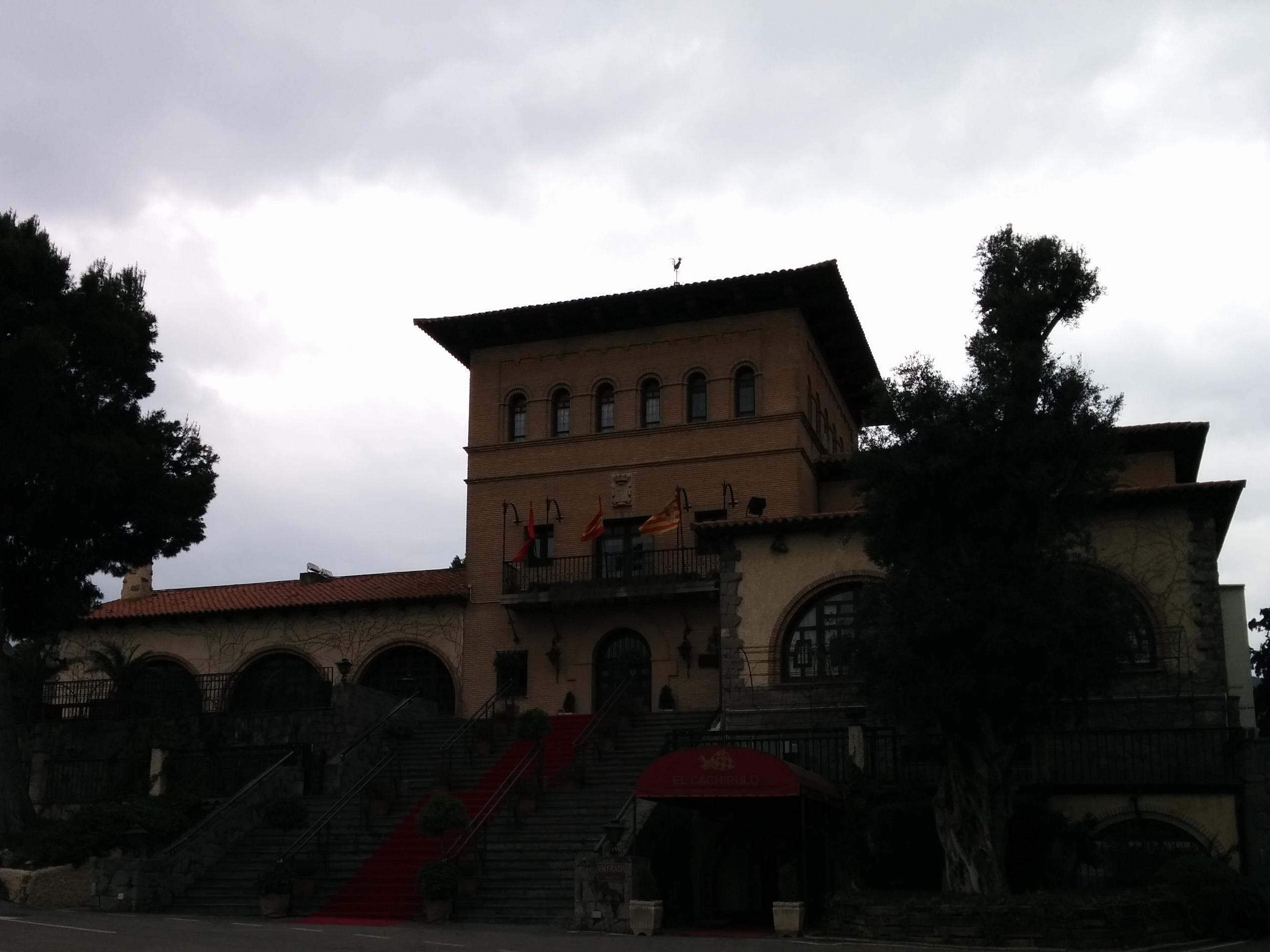
Restaurante El Cachirulo